# Marcel Ray

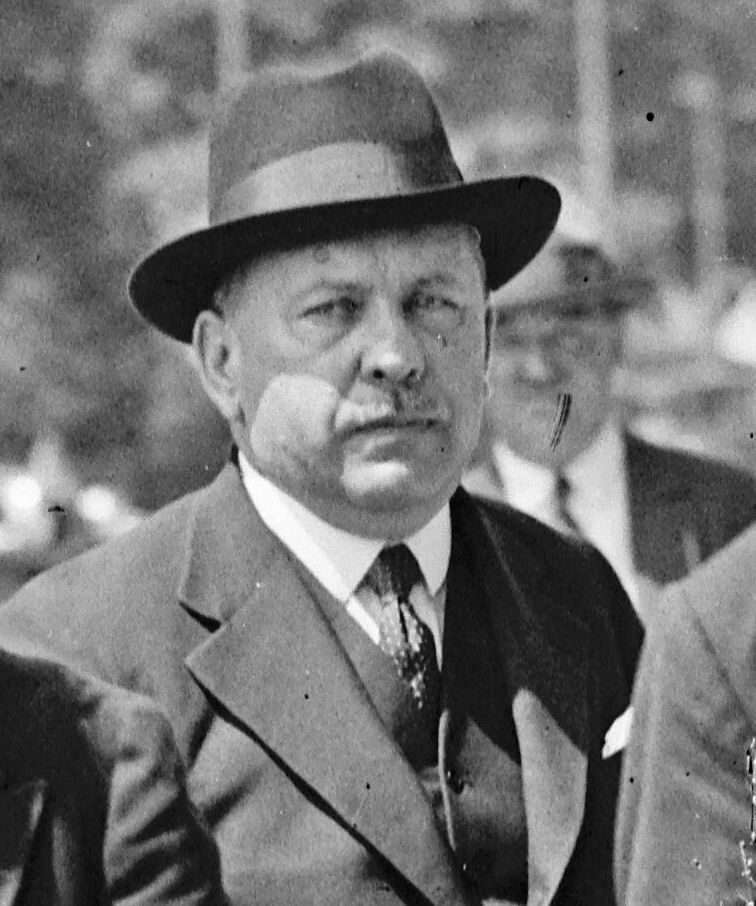
Marcel Ray (1932)

Marcel Ray (* 8. Juni 1878 in Saint-Léon (Allier); † 8. August 1951 in Paris) war ein französischer Germanist, Journalist, Diplomat und Übersetzer.

## Leben und Werk
Marcel Justin Ray wuchs in Vichy als Sohn eines Schuldirektors auf. Die Mutter von Valery Larbaud wählte ihn als Mentor für ihren Sohn, der 3 Jahre jünger war als er. Die Freundschaft zwischen beiden führte von 1899 bis 1937 zu einem Briefwechsel, der in 3 Bänden herausgegeben wurde. Ray besuchte das Gymnasium in Moulins und war dort Mitschüler des 4 Jahre älteren Charles-Louis Philippe. Alle drei gehörten später zu dem Kreis junger Autoren, der sich von 1904 bis 1907 regelmäßig im Dorf Carnetin bei Paris traf und der in neuester Zeit als Groupe de Carnetin identifiziert ist. Die weiteren Mitglieder waren der Maler Francis Jourdain, Michel Yell, der Anwalt Charles Chanvin (1877–1953), Léon-Paul Fargue, Léon Werth, Régis Gignoux und, als einzige Frau, Marguerite Audoux. Die Gruppe hatte engen Kontakt zu André Gide und Octave Mirbeau. 
Ray war in der Gruppe das intellektuellste Mitglied. Er besuchte ab 1899 die École normale supérieure (zusammen mit Lucien Febvre) und bestand 1904 die Agrégation im Fach Deutsch. Er war zuerst Gymnasiallehrer in Poitiers, dann von Dezember 1906 bis September 1907 in Dresden Hauslehrer beim Prinzen Karl Borwin zu Mecklenburg. Er ging 1907 nach Montpellier, lehrte dort auch an der Universität und setzte sich an eine Thèse über Jakob Böhme (bei Charles Andler), doch überwarf er sich 1912 mit dem Universitätsmilieu und ging als Korrespondent des Figaro nach Wien. Dort übersetzte er Texte von Karl Kraus, Peter Altenberg, Egon Wellesz, Hermann Schwarzwald und Adolf Loos und veröffentlichte sie in der Zeitschrift Les cahiers d’aujourd’hui von George Besson (1882–1971), einem Freund der Gruppe von Carnetin. Vor allem für Adolf Loos hatten diese Übersetzungen eine wichtige Vermittlungsfunktion. Das gilt auch für Rays frühes Buch über George Grosz.
Nach dem Ersten Weltkrieg leitete er die Abteilung Politik der Tageszeitung Le Petit Journal. 1928 und 1929 war er in diplomatischer Mission in China, Korea und Japan. 1933 trat er ins Außenministerium ein und wurde Mitglied der Europäischen Donaukommission. Von 1934 bis 1935 war er Botschafter in Albanien. Vor der deutschen Besatzung floh er von Frankreich nach Algier und schloss sich Charles de Gaulle an, der ihn mit dem Kultursektor betraute. Ab 1946 war er beim Hochkommissariat Frankreichs in Österreich Leiter des französischen Pressedienstes, ab 1950 im Erziehungsministerium, von wo er die Zeitschrift Notre Europe. Revue européenne paraissant à Strasbourg herausgab. Er starb 1951 im Alter von 73 Jahren.

## Werke (Auswahl)
- (Übersetzer) Otfried Nippold: Le réveil du peuple allemand et le rôle de la Suisse. G. Crès&Cie, Paris 1917.
- George Grosz. Crès, Paris 1927.
  - (deutsch) George Grosz. Hrsg. Dirk Heißerer. Das Arsenal, Berlin 1991.
- La crise agraire et l’Europe. Editions du Petit Journal, Paris 1930.